# Josef Gauchel
Josef Gauchel (Imperio alemán, 11 de septiembre de 1916-Alemania Federal, 21 de marzo de 1963) fue un delantero alemán que jugaba en la posición de delantero.

## Carrera

### Club
Jugó toda su carrera en el TuS Neuendorf que inició en 1934 y terminó en 1946, y también fue entrenador del club desde 1946 a 1954, y de 1957 a 1959, logrando dos subcampeonatos de la Oberliga Sudwest. También dirigió al FV Engers 07 entre 1955 y 1956.

### Selección
Formó parte de Alemania nazi entre 1936 y 1942 donde disputó 16 partidos y anotó 13 goles, formó parte de la selección que jugó el mundial de Francia 1938 y en los Juegos Olímpicos de Berlín 1936. Se retiró en 1942 en una victoria por 3-0 ante Bulgaria.